# Az angliai csata emlékműve
Az angliai csata emlékműve (Battle of Britain Memorial) Londonban, a Temze partján áll, Paul Day szobrász alkotása.

## Az emlékmű részletei

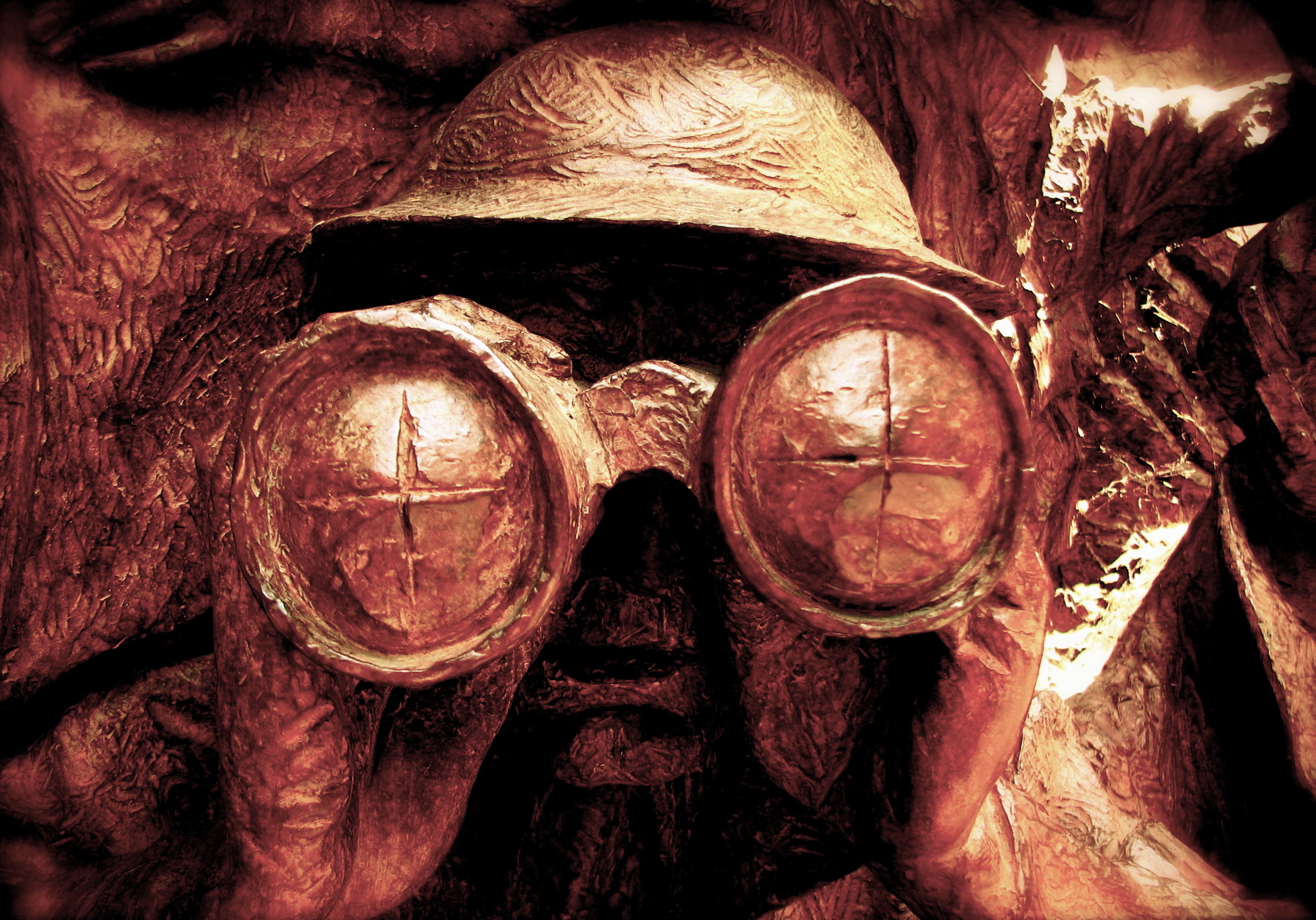
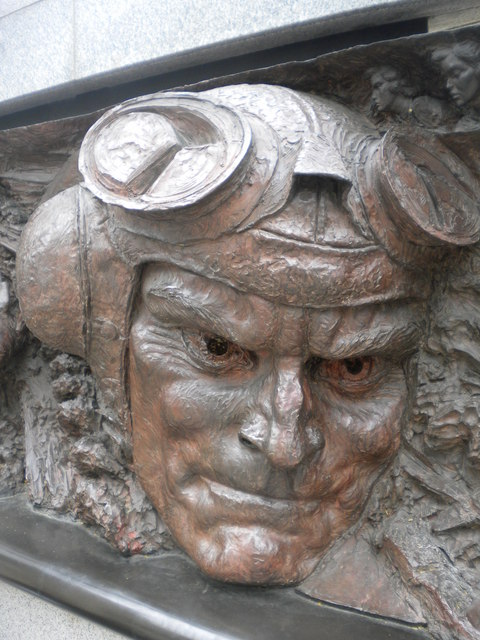
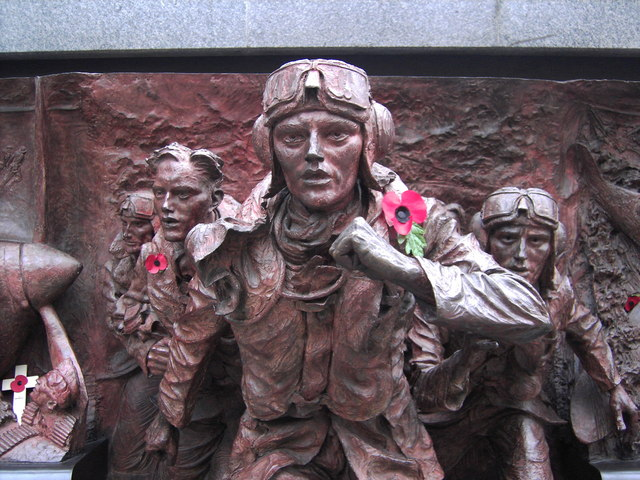
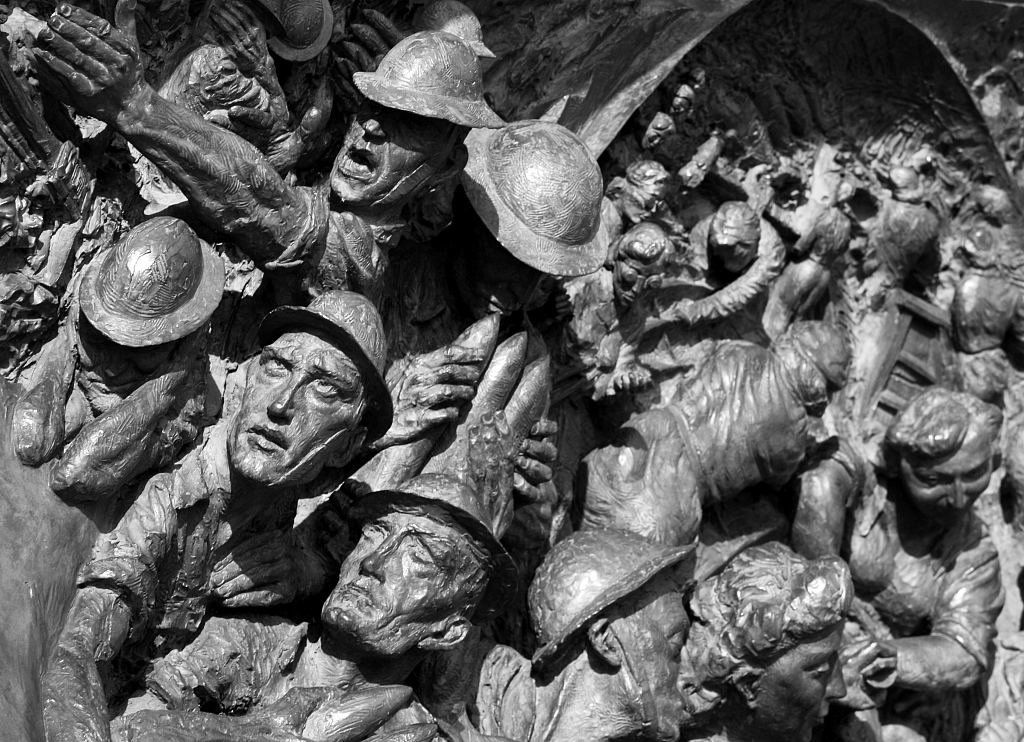
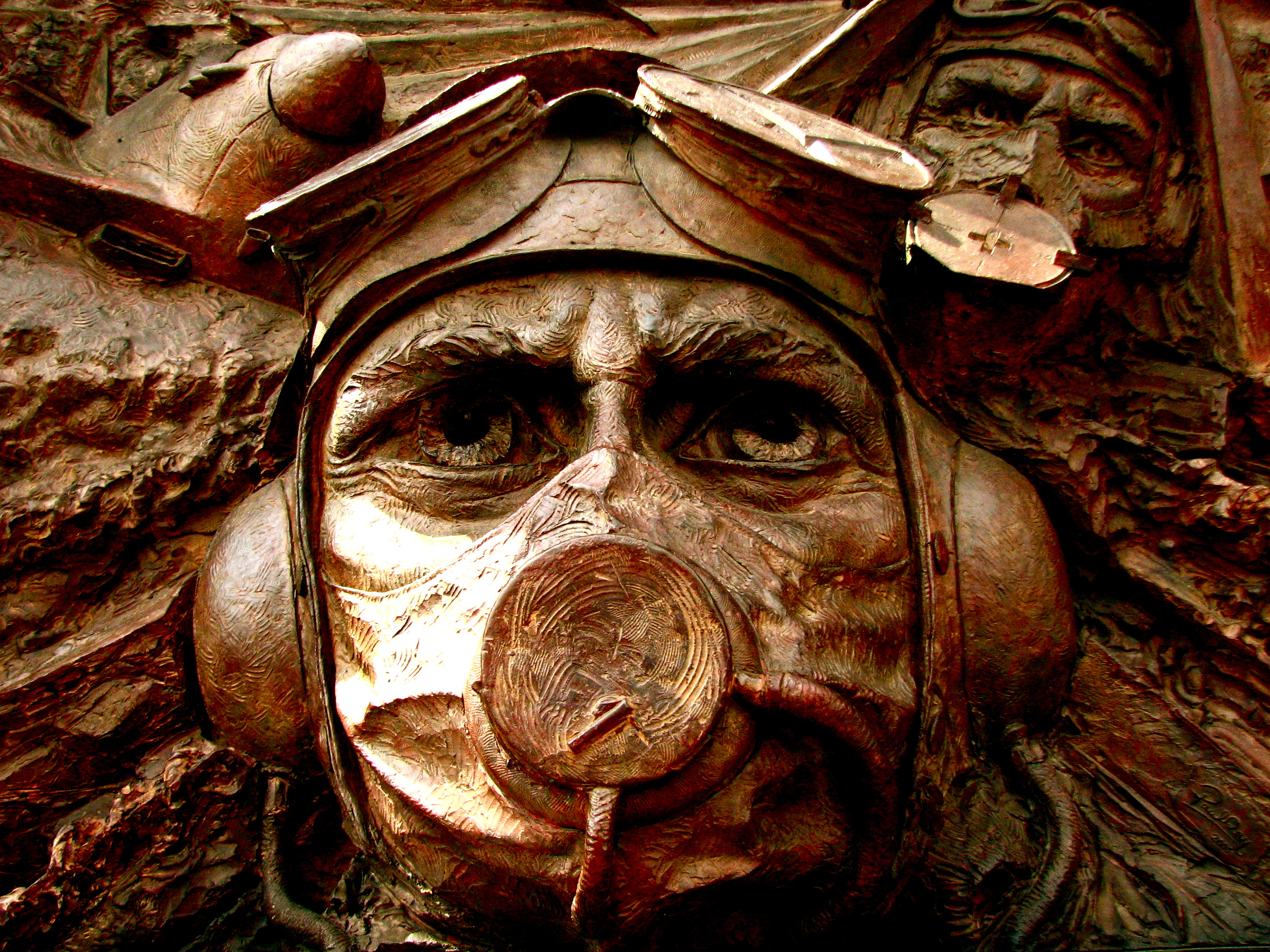

## Tervezés, öntés
A második világháborúban lezajló angliai csata emlékművének felállítását az eseményekkel foglalkozó történelmi társaság, a Battle of Britain Historical Society kezdeményezte. A szervezet felállított egy alapgyűjtő bizottságot, majd kiválasztotta a művészt és felügyelte a projektet. A szükséges pénz magánadományokból gyűlt össze. A brit kormány nem támogatta anyagilag a tervet, a cseh kabinet viszont adott pénzt. A társaság olyan emlékművet szeretett volna készíttetni, amely nemcsak a német gépekkel harcoló brit pilóták, hanem az őket segítő megfigyelők, szerelők, valamint a légitámadásokat kényszerűen elviselő emberek előtt is tiszteleg.
Az emlékmű helyszínének a Viktória rakpartot választották, a Brit Királyi Légierő első világháborús emlékműve és a Westminster híd közötti szakaszt, szemben a London Eye-jal. Az emlékművet a Morris Singer öntöde készítette, amely korábban a Trafalgar Square-en álló bronzoroszlánokat is megformálta. Az emlékművet Károly walesi herceg és felesége, Kamilla cornwalli hercegné leplezte le 2005. szeptember 18-án hétszáz ember jelenlétében.

## Az emlékmű
Az emlékmű egy már létező, 25 méter hosszú, gránitlapokkal borított építményen kapott helyet, amely egykor a földalatti vonatok gőzmozdonyainak füstjét vezette a szabadba. Ide kerültek az angliai csatában résztvevő pilóták nevét és rendfokozatát felsoroló bronztáblák is. A dombormű két nagy panelből áll, közöttük el lehet sétálni. Az első alatt az Angliai csata (Battle of Britain) felirat szerepel, a másikon Winston Churchill  miniszterelnök híres mondása: Soha még az emberi konfliktusok történetében nem köszönhettek ilyen sokan ilyen sokat ilyen keveseknek.

### Bal oldali panel
Balról jobbra haladva pihenő pilóták látszanak, háttérben a La Manche csatornával, amely fölött a légi csaták jelentős része zajlott, és amelynek vize sok repülős végső nyughelye lett. Mellettük távcsővel az eget fürkésző emberek, ők annak a harmincezer megfigyelőnek állítanak emléket, akik a brit légteret pásztázták. A következő nagyobb elem a repülőgép-szerelőket ábrázolja munka közben, ahogy Hawker Hurricane vadászgépeket készítenek fel repülésre.Ezután  a szemlélő felé „futó”, a riadó elrendelése után repülőgépeikhez tartó pilótalakok következnek, majd egy légi harc látható. Kiemelkedik egy nagyméretű pilótafej, amellyel a szobrász a „gép mögötti húst és vért” akarta kézzelfogható közelségbe hozni. Mellette azok a fiatal nők láthatók, akik a hadműveleti központokban a térképeken követték a repülőegységeket. Mögöttük a bajtársiasságot megtestesítő fiatal pilóták alakjai.

### Jobb oldali panel
A második panel archív felvételek alapján készült, kenti komlószedőket ábrázol, ahogy egy hevenyészett óvóhelyről a felettük zajló légi csatát figyelik. Tőlük balra a légvédelmi lövegek kezelői harcolnak, majd egy repülőgépgyári jelenet kapott helyet, amelyen nők dolgoznak a behívott férfiak helyett. Ezután egy légi párbaj látható, majd a romok között, tűzben-füstben álló londoni Szent Pál-székesegyház  következik. A tőle balra eső panel a mentőegységeknek állít emléket, amelyek a romok közül mentették ki a túlélőket. Az utolsó nagyobb jelenet az Anderson-óvóhelyen teázó londoniakat mutatja, amely Paul Day számára nem a hősiesség, hanem a brit szellemet 1940-ben jellemző dac és elszántság szimbóluma.